# Site archéologique de la maison forte du Ham
La maison forte du Ham  désigne un ancien château à motte situé sur la commune de Hotot-en-Auge, dans le département du Calvados, région Normandie.

## Localisation
L'emprise cadastrale est située à Hotot-en-Auge, au lieu-dit Le Bourg, no 48, lieu-dit Cour du Ham.

## Histoire
Les éléments suivants du complexe sont classés au titre des monuments historiques le 17 octobre 1997 : la motte castrale, la basse-cour ; fossés.